# Апл-Валли (Калифорния)
Апл-Валли (англ. Apple Valley) — город в округе Сан-Бернардино в штате Калифорния в Соединённых Штатах Америки.
Согласно данным переписи населения США 2020 года число жителей города 
составляло 75 791 человек, что, для такого небольшого населённого пункта, существенно больше (+ 9.6%), чем было во время предыдущей переписи проводившейся в 2010 году (69 135 человек).

## История
В доколумбову эпоху, в течение многих столетий эти земли были заселены шошонами, пайютами, ваньюме, чемеуэви и серрано, которых привлекала вода и растительность вокруг реки Мохаве. Индейцы из народа Мохаве пришли сюда позже и в 1542 году с ними столкнулся отряд испанцев из экспедиции Васкес де Коронадо. Это были первые конкистадоры, пришедшие в пустыню Мохаве.

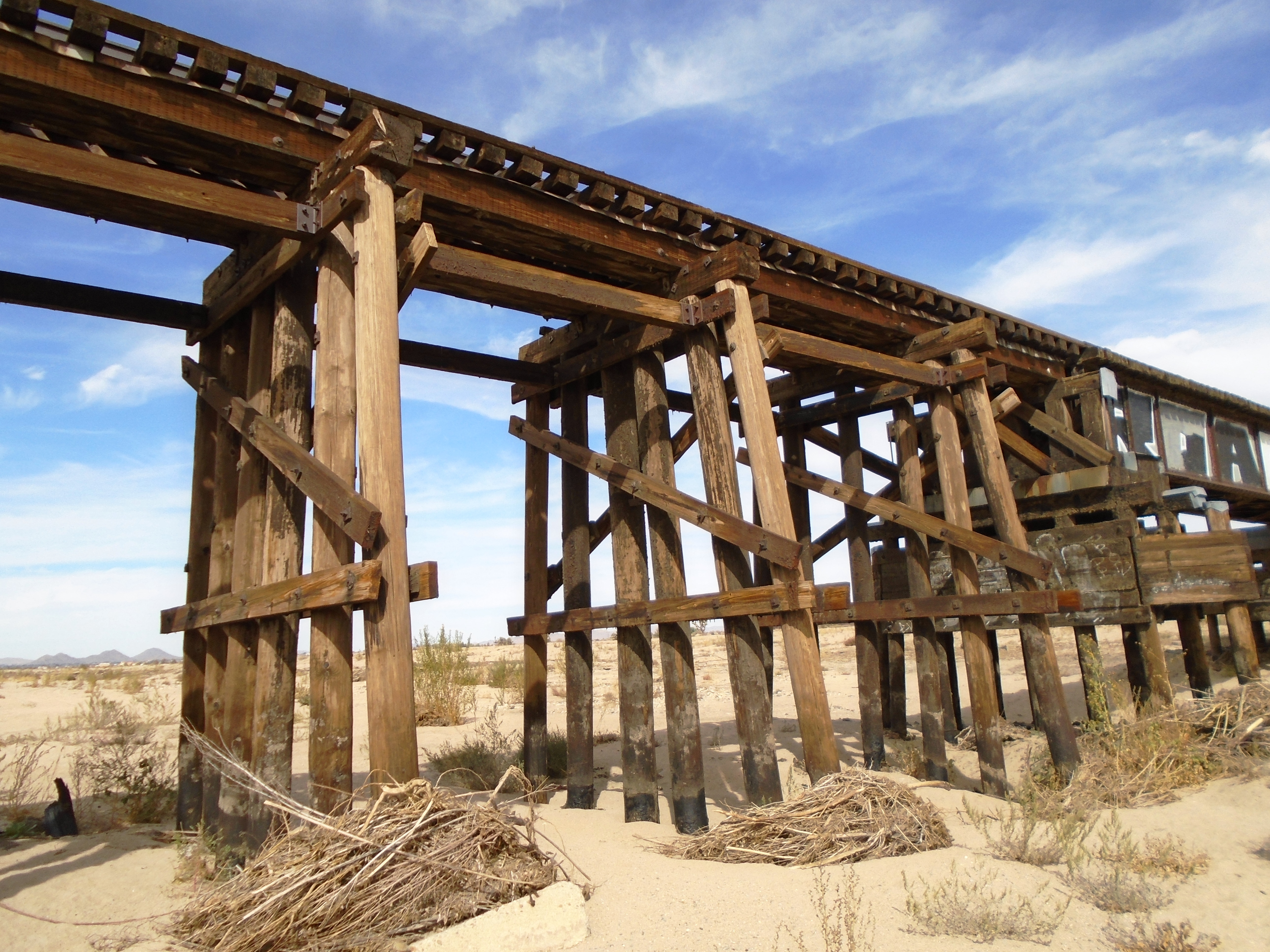
Старый мост

Испанский военный Педро Фагес (1734—1794) прошел через этот район в 1772 году в поисках дезертиров. Христианский миссионер отец Франсиско Гарсес (1738—1781) провел некоторое время в этом районе в 1776 году. Он был в хороших отношениях с местными индейским племенами и даже убил одного из своих мулов, чтобы накормить группу голодающих ваньюме. Гарсес проложил тропу через Мохаве к реке Колорадо, проходящую через район долины Апл.
Этот район исследовали некоторые испанские золотоискатели в XVIII и XIX веках. Джедедайя Смит проложил Старый испанский маршрут через южную часть Мохаве и перевал Кахон. Смит был в этом районе дважды: в 1826 и в 1827 году.
На протяжении XIX века долина Апл-Вэлли стала транспортной артерией для людей, путешествующих в Южную Калифорнию. Её использовали и конокрады из племени Юты во главе с вождем Валькарой провели через неё около 100 тысяч лошадей добытых во время набегов на ранчо Луго и миссию Сан-Габриэль.

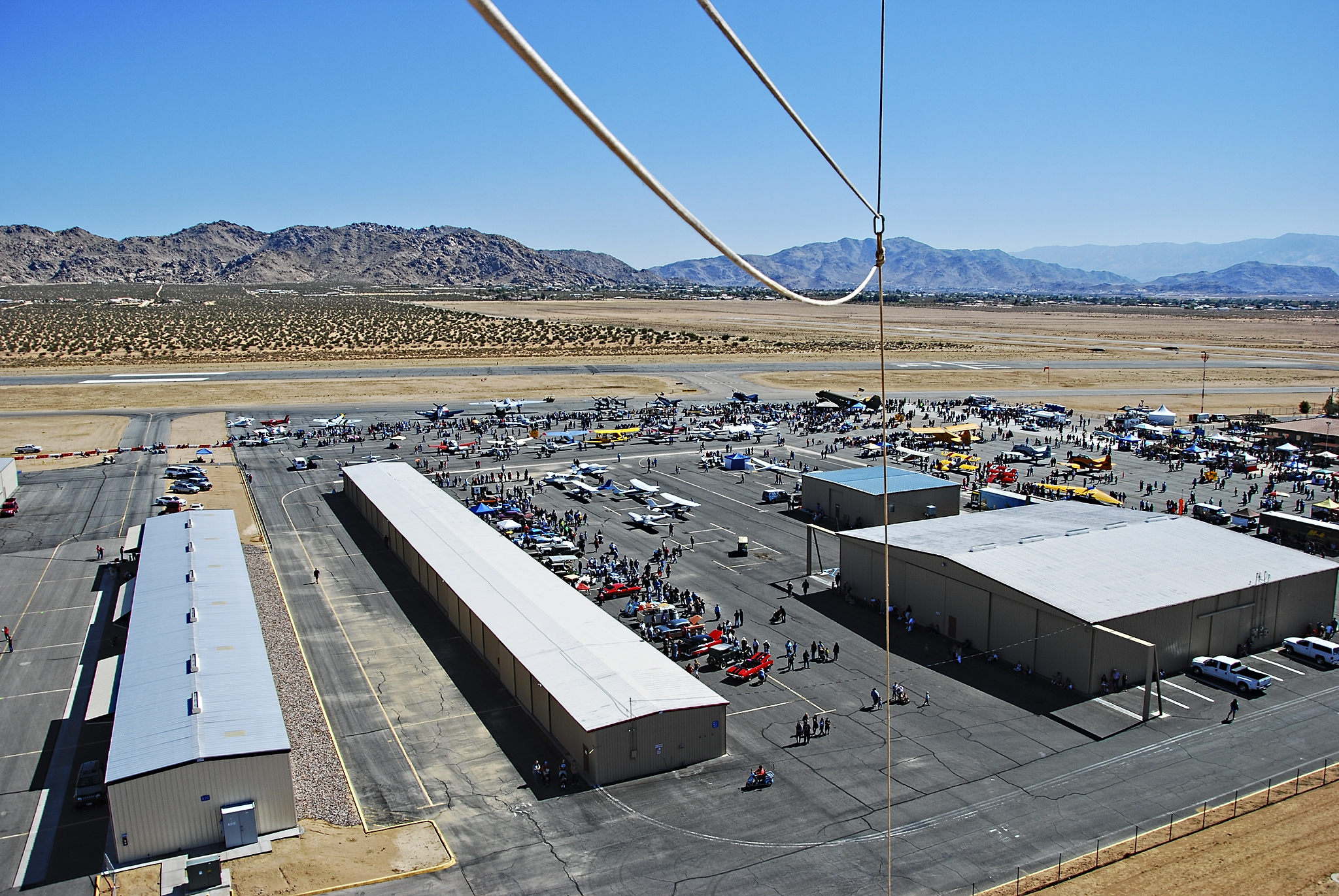
Аэропорт Апл-Валли

В 1850-х годах в этом районе появились мармоны и некоторые их потомки живут там до сих пор.
В 1885 году через сообщество прошла железная дорога, которая способствовала быстрому развитию местной экономики.
Название Апл-Валли было официально признано, когда в 1949 году в посёлке было открыто первое одноимённое отделение Почтовой службы США. Местные краеведы говорят, что название Apple Valley (букв. Яблочная долина) появилось после того, как Макс Имсен, издатель газеты Los Angeles Examiner, в 1915 году он высадил 320 акров (1,3 км2) яблок и груш. Предприятие оказалось настолько удачным, что слава об его саде распространилась по всей округе, а фрукты Имсена завоевали множество наград на сельскохозяйственных выставках. Поэтому место, где было расположено сообщество стали называть Апл-Валли, а вскоре имя включило и само поселение.
В 1970 году 4,8 километрах к северу от Апл-Валли начал работу одноимённый аэропорт.
В 1988 году сообщество было включено в реестр штата и Апл-Валли официально получил статус города.

## География
Апл-Валли расположен на южном краю пустыни Мохаве на высоте около 2900 футов (880 метров) над уровнем моря.  

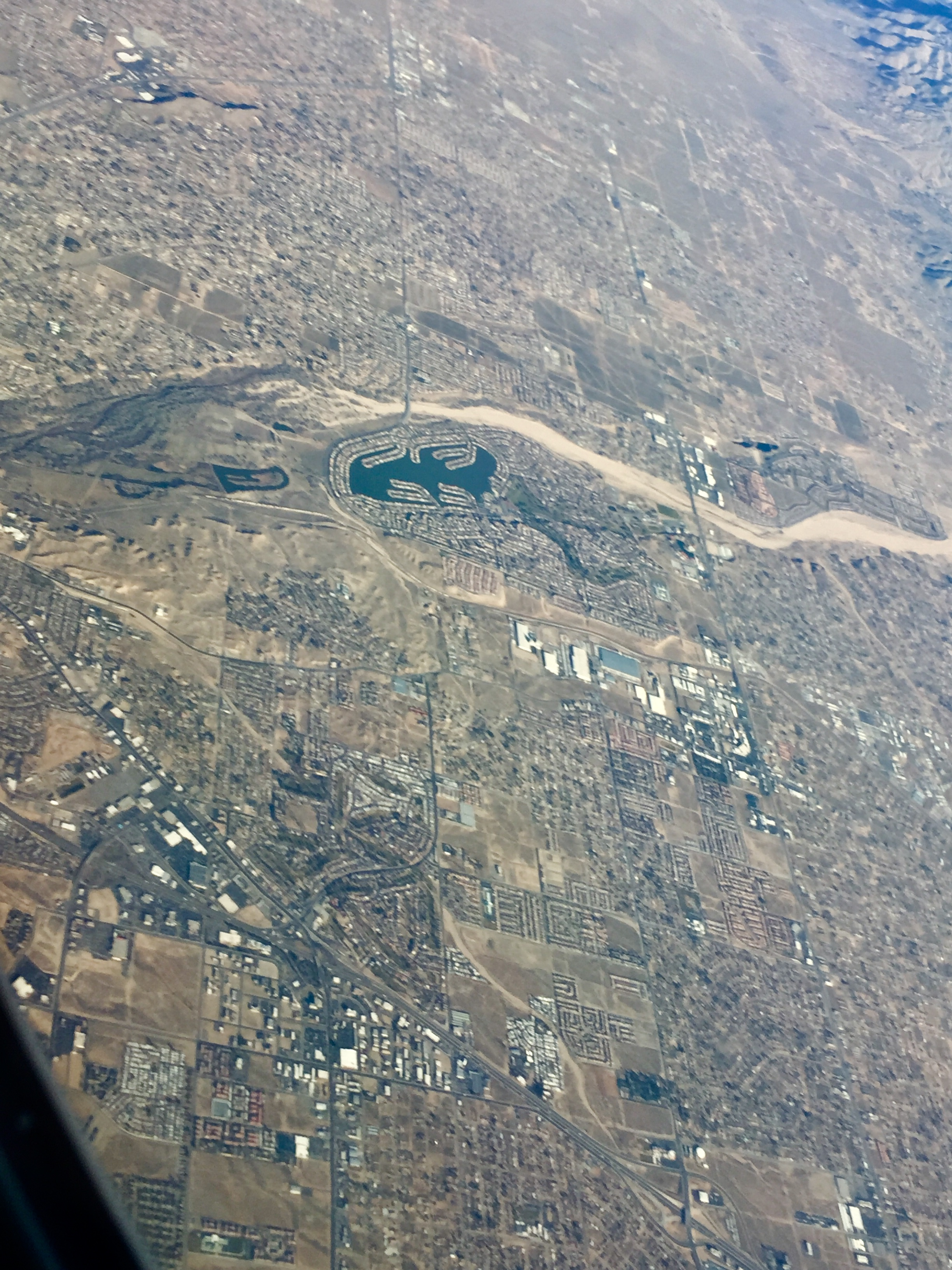
Апл-Валли (2020)

Граничит с городами Викторвилл на западе и Хеспирия на юго-западе, с некорпоративным сообществом Люцерн-Велли на востоке и городом Барстоу примерно в 30 милях (48 километрах) к северу. 
Основной автомагистралью через город является California State Route 18, которая получила в городе прозвище «Happy Trails Highway», в честь музыкальной темы Роя Роджерса и Дейл Эванс, которые когда-то жили поблизости. 
Река Мохаве, которая граничит с западной стороной города, течет с юга на север. Город ограничен на южной окраине предгорьями хребта Сан-Бернардино.
Согласно данным Бюро переписи населения США, общая площадь города составляет 73,5 квадратных мили (190 км2), из которых 73,2 квадратных мили (190 км2) приходится на сушу, а 0,3 квадратных мили (0,78 км2 или 0,45%), покрыто водой.

## Климат
Согласно классификации климатов Кёппена, в Апл-Валли полузасушливый климат, который сокращённо обозначается на климатических картах аббревиатурой «BSk». В городе прохладные зимы и очень жаркое сухое лето. Сезонные сильные ветры случаются иногда весной и осенью.
В среднем самым теплым месяцем является июль. Самая высокая зарегистрированная температура составила 116 °F (47 °C) в 2002 году. Самым холодным месяцем является декабрь. Самая низкая зарегистрированная температура составила −1 °F (−18 °C) в 1949 году. Больше всего осадков обычно выпадает в феврале.